# Жінка-змія (фільм)
Жінка-змія (англ. The Snake Woman) — британський фільм жахів 1961 року.

## Сюжет
Англія, 19-е століття. Намагаючись врятувати життя своєї помираючої дружини, божевільний вчений впорснув їй у кров зміїну отруту. Пізніше вона народила дочку, яку місцеві жителі відразу затаврували як диявольського нащадка. 19 років по тому на околицях міста почали знаходити трупи людей, які померли від смертельних зміїних укусів.

## У ролях
- Сьюзен Треверс — Етеріс
- Джон МакКарті — Чарльз Прентіс
- Джеффрі Дентон — полковник Клайд Вінборн
- Елсі Вагстафф — Аггі Харкер
- Арнольд Марль — доктор Мертон
- Майкл Логан — Баркіс
- Стівенсон Ленг — Шеферд
- Джон Казабон — доктор Горацій Еддерсон
- Дороті Фрер — Марта Еддерсон
- Г'ю Моксі — інспектор
- Френсіс Беннетт — Поллі
- Джек Каннінгем  — констебль Алфі